# Prefectura apostòlica d'Ulaanbaatar
La Prefectura apostòlica d'Ulan Bator  (italià: diocesi di Lodi; llatí: Praefectura Apostolica Ulaanbaatarensis) és una seu particular de l'Església catòlica, que pertany a la regió eclesiàstica de Mongòlia. El 2015 tenia 919 batejats d'un total de 3.277.000 habitants. Actualment, està regida pel bisbe Giorgio Marengo I.C.M.

## Territori
La prefectura comprèn tota Mongòlia. El territori està dividit en 6 parròquies: quatre a Ulan Bator (Sant Pere i Sant Pau, Santa Maria, Santa Sofia i Bon Pastor), una a Darhan (Santa Maria del Socors) i una a Arvajhėėr (Santa Maria Mare de la Misericòrdia).

## Cronologia episcopal
- Jerome Van Aertselaer, C.I.C.M. † (1922 - 12 de gener de 1924 mort)
- Everard Ter Laak, C.I.C.M. † (12 de gener de 1924 - 5 de maig de 1931 mort)
  - Sede vacante (1931-1992)
- Wenceslao Selga Padilla, C.I.C.M. † (19 d'abril de 1992 - 25 de setembre de 2018 mort)
- Giorgio Marengo, I.M.C. (2 d'abril de 2020)

## Estadístiques
A finals del 2017, la prefectura apostòlica tenia 1.222 batejats sobre una població de 3.046.396 persones 
| any  | població | població  | població | sacerdots | sacerdots       | sacerdots       | sacerdots             | diàques | religiosos | religiosos | parroquies |
| ---- | -------- | --------- | -------- | --------- | --------------- | --------------- | --------------------- | ------- | ---------- | ---------- | ---------- |
| any  | batejats | total     | %        | total     | clergat secular | clergat regular | batejats por sacerdot | diàques | homes      | dones      |            |
| 2001 | 94       | 2.400.000 | 0,0      | 6         | 2               | 4               | 15                    |         | 7          | 14         | 1          |
| 2002 | 114      | 2.400.000 | 0,0      | 9         | 2               | 7               | 12                    |         | 17         | 17         | 1          |
| 2003 | 132      | 2.400.000 | 0,0      | 11        | 2               | 9               | 12                    |         | 13         | 23         | 2          |
| 2004 | 168      | 2.400.000 | 0,0      | 14        | 2               | 12              | 12                    |         | 14         | 27         | 3          |
| 2005 | 215      | 2.400.000 | 0,0      | 15        | 3               | 12              | 14                    |         | 18         | 29         | 3          |
| 2010 | 656      | 2.955.800 | 0,0      | 20        | 5               | 15              | 32                    |         | 20         | 45         | 4          |
| 2014 | 919      | 3.227.000 | 0,0      | 17        | 3               | 14              | 54                    |         | 18         | 43         | 6          |
| 2017 | 1.222    | 3.046.396 | 0,0      | 33        | 7               | 26              | 37                    |         | 30         | 44         | 6          |